# Polvo facial

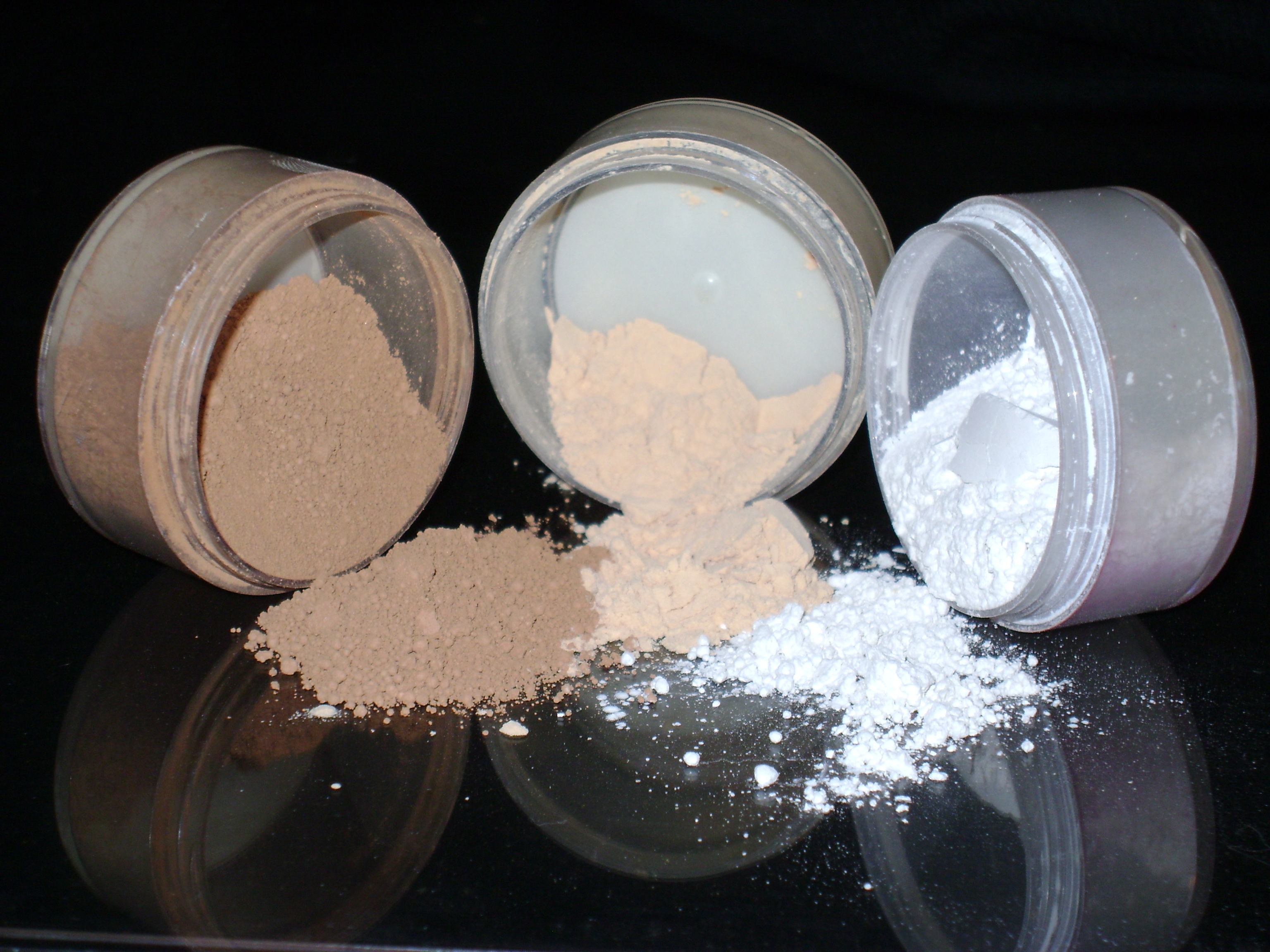
Polvos faciales sueltos en tres tonos diferentes.

El polvo facial es un producto cosmético que se aplica al rostro para cumplir diferentes funciones, generalmente para embellecer el rostro. Originario del antiguo Egipto , el polvo facial ha tenido diferentes usos sociales en todas las culturas y, en los tiempos modernos, generalmente se usa para fijar el maquillaje, iluminar la piel y contornear el rostro. Los polvos faciales generalmente vienen en dos tipos principales: los polvos sueltos, que se utilizan para ayudar a la piel grasa a absorber el exceso de humedad y matificar el rostro para reducir el brillo, y los polvos compactos que ocultan las imperfecciones y maximizan la cobertura.
El uso de los polvos faciales ha contribuido a los estándares de belleza a lo largo de la historia. En la antigua Europa y Asia, un rostro blanqueado con una tez suave indicaba una mujer de alto estatus. La prevalencia de esta tendencia se mantuvo a lo largo de las Cruzadas y la época medieval. Durante este tiempo, las mujeres usaban ingredientes nocivos como polvos faciales, como el plomo y la lejía.

## Historia

### Egipto

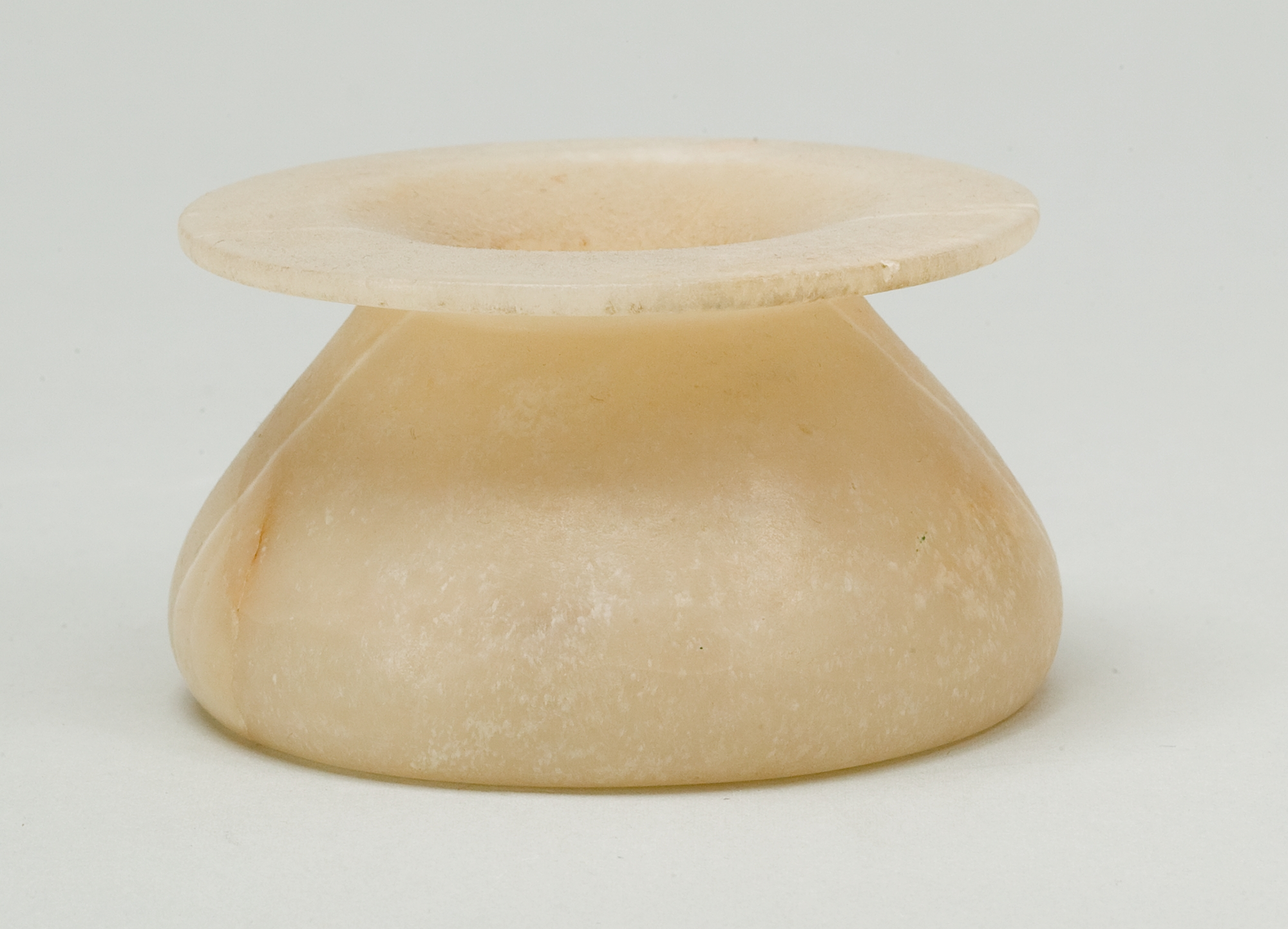
Un frasco de cosméticos de piedra recuperado de restos del antiguo Egipto

Restos arqueológicos y análisis químicos indican que el uso de polvos faciales data de entre 2000 y 1200 a. C, e incluyen fibras de plomo, un ingrediente cosmético común utilizado en el antiguo Egipto. En tumbas se descubrieron frascos de kohl utilizados para almacenar delineador de ojos, así como recipientes de piedra que contenían polvos faciales, ya que esto prometía a los antiguos egipcios la belleza eterna en el más allá. Hombres y mujeres usaban una forma temprana de colorete en polvo para las mejillas que estaba hecho de ocre rojo. Cleopatra influyó mucho en el estándar de belleza del antiguo Egipto con un estilo de maquillaje distintivo, que inspiró a los antiguos egipcios a pintarse los ojos con polvos verdes y azules. También se consideraba que los polvos faciales tenían fines medicinales para proteger a las personas de ciertas enfermedades.

### Grecia
Las tendencias de belleza del antiguo Egipto viajaron por el Mediterráneo e influyeron en las prácticas cosméticas en Grecia. Utilizando ingredientes similares, los antiguos griegos utilizaban cinabrio como colorete en polvo para el rostro, además de iluminar su tez con albayalde.Si bien el deseo de una tez blanca representaba ideas sociales sobre la superioridad racial, el tono de la piel también imponía el género, ya que en la antigüedad las mujeres eran más pálidas que los hombres debido a que tenían menos hemoglobina. Un signo de pertenencia a la clase alta era una piel blanca, sin imperfecciones y libre de exposición al sol, ya que la vida de las mujeres adineradas implicaba permanecer en casa. Se han descubierto rastros del polvo facial para aclarar la piel hecho de albayalde en las tumbas de mujeres adineradas de la antigua Grecia. La ciudad de Atenas estaba cerca de las minas de Laurion, de las que los griegos extraían grandes cantidades de plata y obtenían gran parte de su riqueza a través del comercio. En las minas se encontró plomo blanco como subproducto de la plata, con la que los antiguos griegos producían polvos faciales. El uso de polvos faciales también aparece en la obra de los escritores griegos antiguos. El escritor e historiador Jenofonte escribe sobre mujeres que «se frotaban la cara con plomo blanco para parecer más blancas». El poeta griego Eubulo en su obra Stephanopolides compara a las mujeres de clase baja y de clase alta, declarando que las mujeres pobres «no están cubiertas con plomo blanco». Si bien se sabía que la albayalde era venenosa, los antiguos griegos no dejaron de aplicarse el polvo facial para cumplir con sus estándares de belleza.

### Roma
El uso de polvos faciales en la antigua Roma se centraba en el ideal de feminidad y estándares de belleza, expresando signos de estatus social y de salud. La tez pálida era deseada por las mujeres romanas y se expresa con frecuencia en la poesía del antiguo poeta romano Ovidio. Pequeños frascos de vidrio y cepillos provenientes de restos arqueológicos sugieren el almacenamiento y uso de polvos faciales. Los antiguos poetas romanos Juvenal y Marcial mencionan a una amante llamada Quíone en sus obras, que se traduce literalmente como "nevada" o "fría", refiriéndose a la deseada tez clara de las antiguas mujeres romanas. El blanqueamiento de la piel y la protección solar se practicaban aplicando polvos faciales en forma de cerusa, que era una mezcla de virutas de plomo y vinagre. Las mujeres romanas deseaban disimular imperfecciones y pecas, además de suavizar la piel con este polvo. También se utilizaba tiza para blanquear la piel, así como ceniza en polvo y azafrán en los ojos.

### China
Las antiguas mujeres chinas deseaban una piel blanqueada por belleza, ya que el uso de polvos faciales se remonta al período de primaveras y otoños del 770 al 476 a. C.  Una de las primeras formas de polvo facial se preparaba moliendo arroz fino que se aplicaba en la cara. Además, se trituraban perlas  para crear un polvo de perlas que mejoraba la apariencia facial y también se usaba como medicamento para tratar enfermedades oculares, acné y tuberculosis. La emperatriz china Wu Zetian usaba polvo de perlas para mantener la piel radiante. El plomo también era un ingrediente común utilizado para los polvos faciales y seguía siendo popular por sus propiedades blanqueadoras de la piel.

## Renacimiento

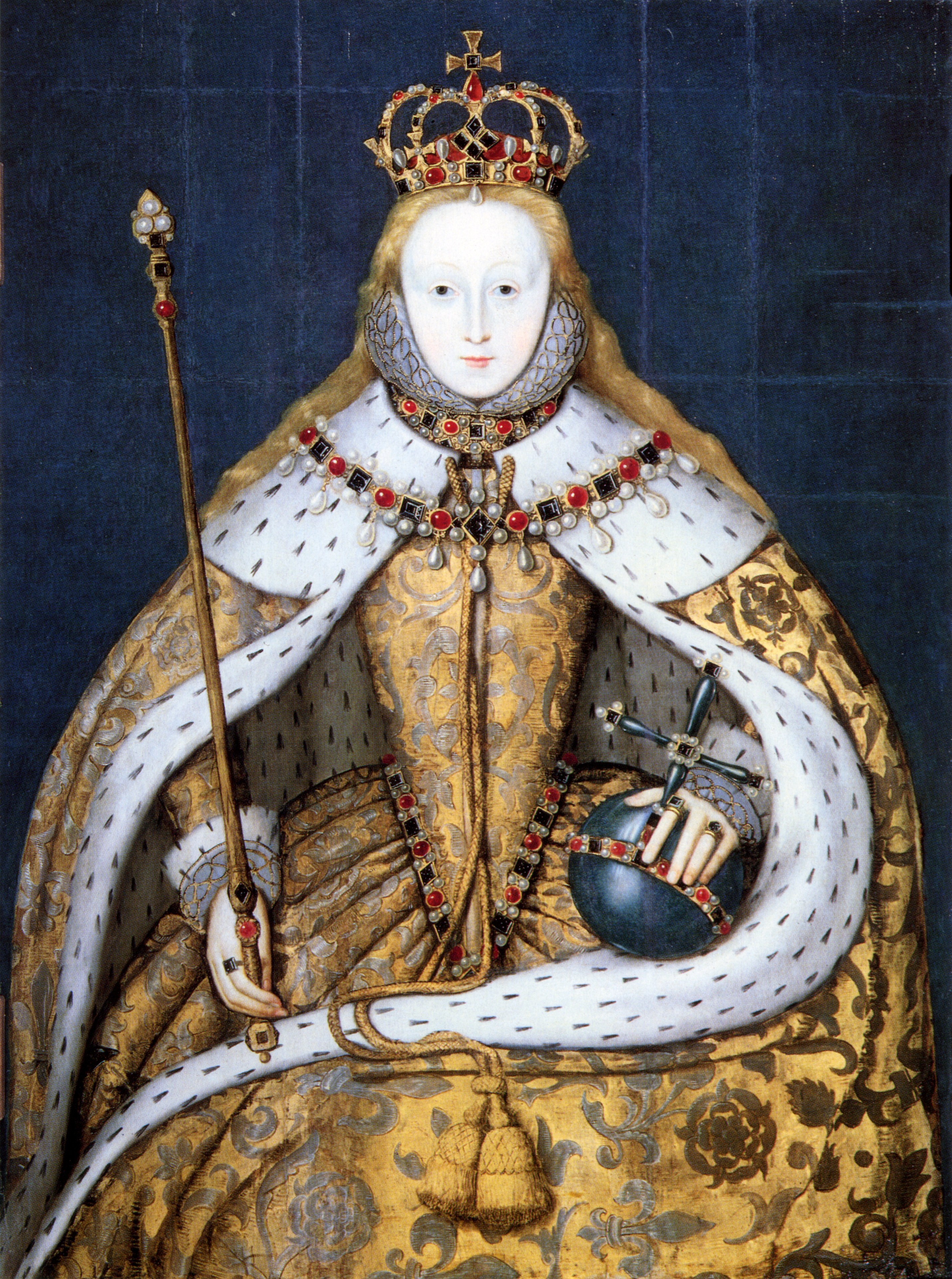
Retrato de la reina Isabel I con la piel blanqueada y empolvada

En una época de enfermedades prevalentes, la belleza en la Edad Media se caracterizaba por tener una piel clara y brillante que indicaba fertilidad y buena salud. La clase noble continuamente utilizaba polvos a base de plomo durante todo el siglo XVI, ya que se sabía que la reina Isabel I usaba polvos faciales para ocultar sus cicatrices de viruela. La principal causa de su muerte fue el envenenamiento de la sangre, principalmente debido a sus prácticas cosméticas de usar maquillaje que contenía materiales tóxicos, incluido el polvo facial a base de plomo. Durante la época victoriana, el maquillaje llamativo se volvió menos popular ya que las mujeres deseaban lucir bellas de forma natural y, por lo tanto, se usaban polvos derivados de óxidos de zinc para mantener la piel de color marfil.  Con el brote de viruela en 1760, menos mujeres usaban polvos faciales debido a que agravaban la piel y revelaban cicatrices faciales. Las obras de arte del Renacimiento reforzaron la imagen idealizada de la belleza e influyeron en el uso de polvos faciales. Los usos sociales de los polvos faciales para mantener una piel blanqueada y sin imperfecciones son visibles en obras de arte del Renacimiento como El nacimiento de Venus de Sandro Botticelli. Las obras de Shakespeare comentan sobre la feminidad y la cultura del uso cosmético de la época, específicamente con sus referencias a la plata, indicativa de la tez brillante deseada que se logra con el uso de polvos faciales de perlas.

## Historia reciente

### SigloXX
Durante la época eduardiana, el maquillaje femenino se utilizaba para realzar la belleza natural y muchas mujeres jóvenes se aplicaban polvos faciales ligeros a diario. Influenciadas por los estándares de belleza tradicionales, las mujeres preferían la piel pálida, blanqueada y empolvada a principios del siglo XX. Sin embargo, en la década de 1920, Hollywood se convirtió en la principal inspiración de la belleza en Estados Unidos y empolvarse la cara pasó de ser una práctica de la clase alta a una práctica de la clase social a medida que la apariencia de la cara empolvada se asociaba con prostitutas y estrellas de cine. Debido a la creciente popularidad, a finales de la década se produjo un aumento de las marcas de cosméticos con más de 1.300 marcas de polvos faciales, lo que desembocó en una industria de 52 millones de dólares. Los primeros desarrolladores de maquillaje, incluyendo a Elizabeth Arden y Helena Rubinstein, produjeron productos y polvos para el cuidado de la piel que atrajeron un mercado internacional. También se produjeron cosméticos para mujeres de color durante esta época, con el primer polvo facial para mujeres afroamericanas creado por Anthony Overton en 1898, llamado High-Brown Face Powder. Overton fabricó varios tonos más oscuros de polvos faciales con nombres de productos que incluían "marrón nuez", "tono oliva", "morena" y "rosa suave", y en 1920, sus ventas le valieron un crédito Dun and Bradstreet. calificación de un millón de dólares. Otros empresarios afroamericanos también comercializaron cosméticos a pesar de la discriminación durante la era Jim Crow, incluida Annie Turnbo Malone, que vendía polvos faciales en tonos más oscuros que se convirtió en un negocio multimillonario. La empresaria Madam C. J. Walker vendía polvos faciales para mujeres afroamericanas en farmacias a pesar de la controversia causada porque el blanqueamiento de la piel para obtener una piel más clara era una tendencia de belleza popular en ese momento. El empresario húngaro-estadounidense Morton Neumann fundó su propia empresa de cosméticos en 1926, Valmor Products Co., y comercializaba polvos faciales de tonos más oscuros para mujeres negras, que se vendían a 60 centavos cada uno.

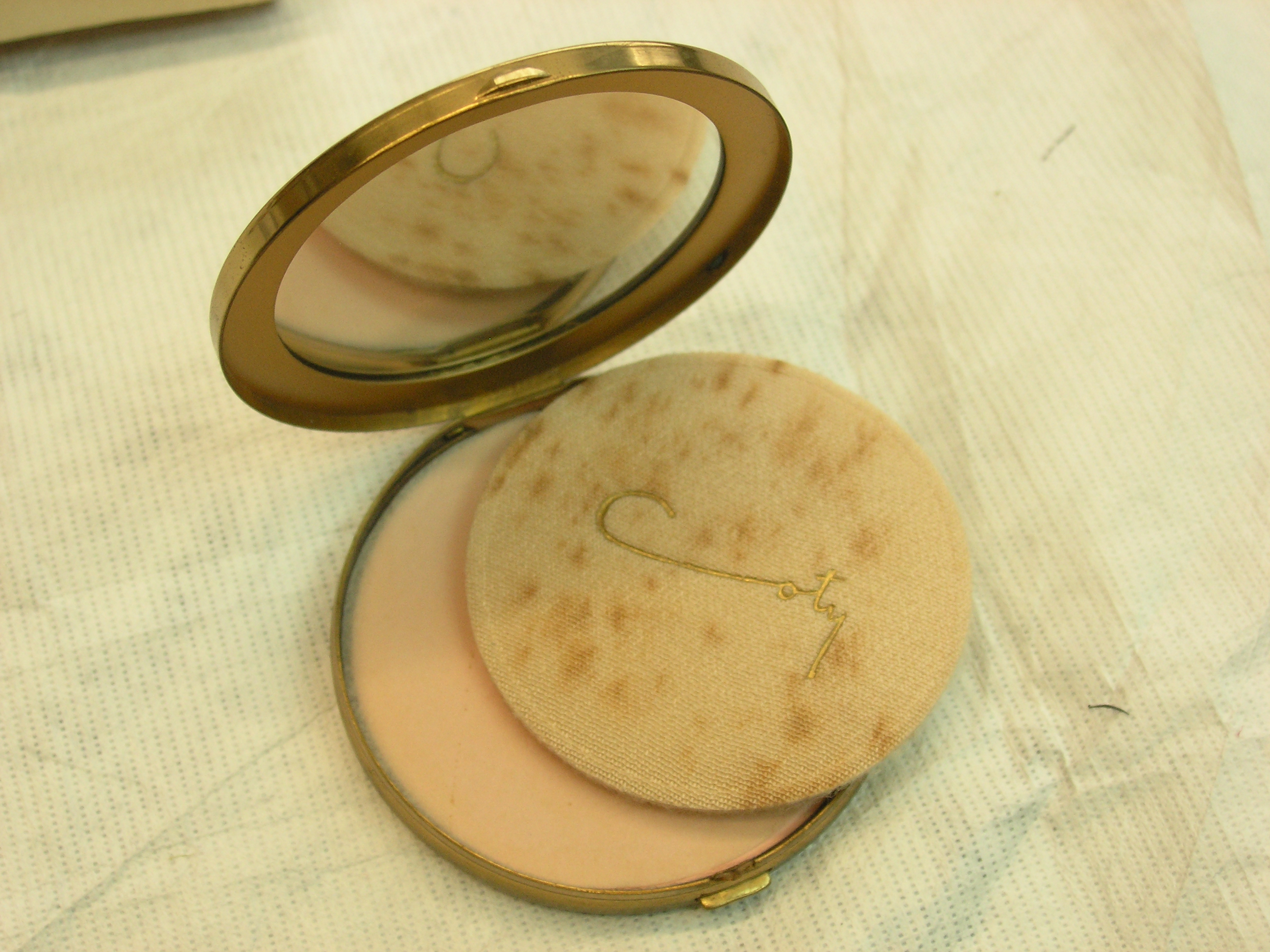
Polvos faciales compactos y pálidos con aplicador de esponja de los años 1930

En la década de 1930, los polvos faciales seguían siendo un producto cosmético básico y su creciente demanda generó preocupaciones sobre la salud por los polvos a base de plomo que aún se usaban. Como resultado, en 1938 se aprobó la Ley de Alimentos, Medicamentos y Cosméticos para regular los ingredientes utilizados en los cosméticos y garantizar que su uso fuera seguro. Debido al racionamiento de la Segunda Guerra Mundial en la década de 1940, los cosméticos no estaban tan ampliamente disponibles, pero un rostro empolvado y embellecido seguía siendo la tendencia de belleza deseada. En 1942, la Junta Estadounidense de Producción de Guerra buscó conservar materiales imponiendo restricciones a la producción de ciertos cosméticos. Se descubrió que los polvos faciales eran un producto muy utilizado por las mujeres y se siguieron produciendo durante tiempos de guerra, ya que los cosméticos se consideraban productos esenciales para la autoexpresión y la autonomía de las mujeres. En el período de entreguerras en Alemania en 1935 también hubo una gran demanda de cosméticos, que representaban el 48% de la publicidad en las revistas y los polvos faciales eran un artículo básico.

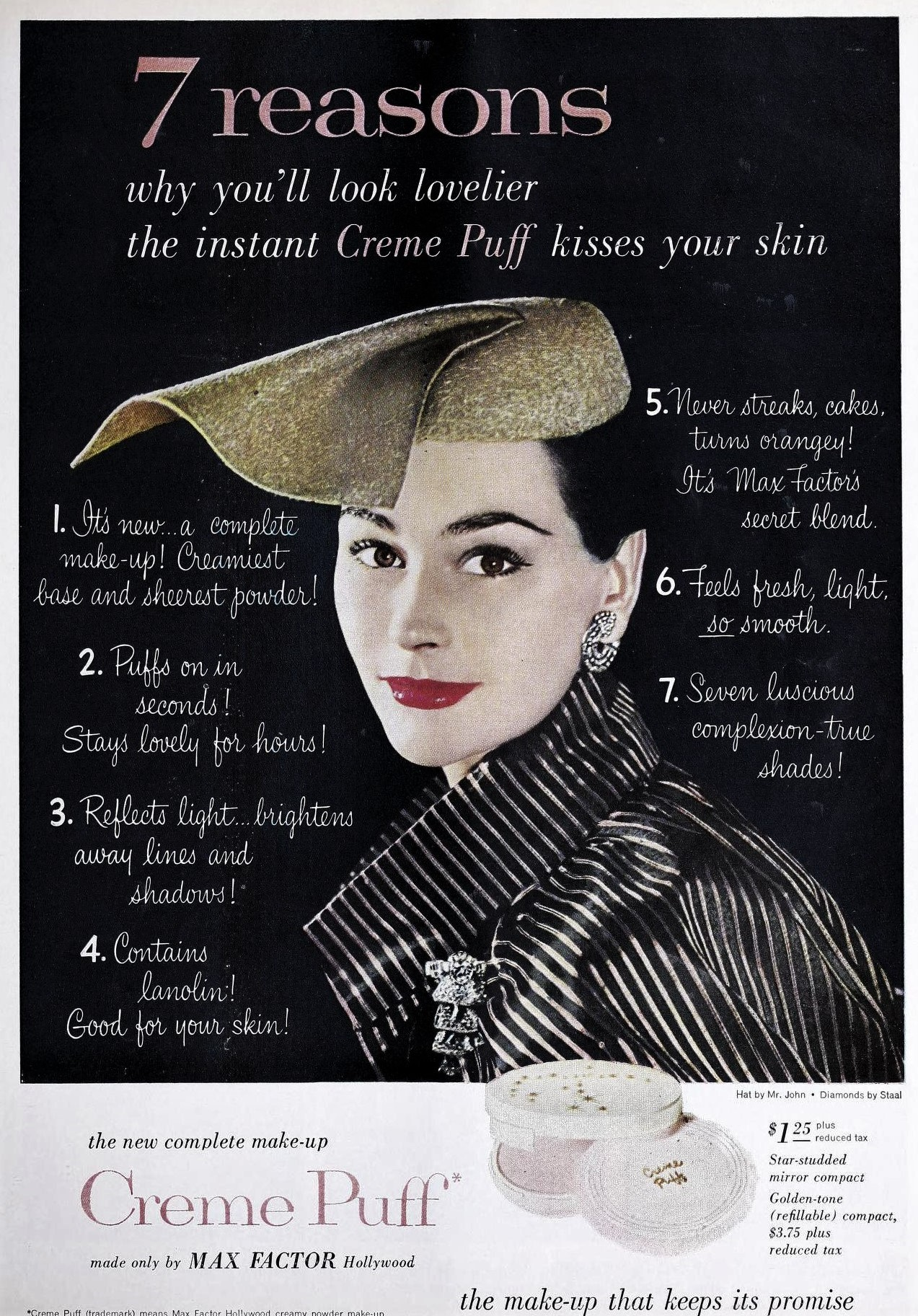
Un anuncio del polvo facial Creme Puff de Max Factor de 1954

Tras la Segunda Guerra Mundial, el racionamiento en Estados Unidos terminó y la industria cosmética floreció. Con la popularidad de las estrellas femeninas de Hollywood como Marilyn Monroe y Audrey Hepburn, la cultura televisiva estadounidense influyó en la tendencia de belleza de la década de 1950 de piel clara y embellecida. Max Factor, la marca de cosméticos líder en ese momento, presentó Crème Puff, el primer polvo facial multiusos que ofrecía una base, un polvo fijador y un acabado todo en uno. La década de 1970 vio una inclusión generalizada de la diversidad con nuevas marcas de cosméticos que ofrecían polvos faciales con tonos más oscuros. En 1977, los cosméticos para mujeres negras se convirtieron en una industria de 1,5 mil millones de dólares, con tonos más oscuros de polvos, bases y barras labiales disponibles en tiendas de todo Estados Unidos. En la década de 1990, los polvos faciales se convirtieron en un producto cosmético básico no sólo para ocultar imperfecciones sino también para fijar el maquillaje. El Plan Nacional de Notificación y Evaluación de Productos Químicos Industriales del gobierno australiano se estableció en 1990 para garantizar que los productos químicos industriales utilizados en polvos faciales y otros cosméticos sean seguros para los ciudadanos.

### SigloXXI
Las concepciones cambiantes de la masculinidad durante la década de 2000 llevaron a la evolución de las tendencias de belleza que vieron la venta de productos cosméticos a los hombres, incluidos exfoliantes faciales, polvos faciales y sombras de ojos. El uso de maquillaje facial se ha ampliado para incluir a los hombres que desean una apariencia mejorada, usando polvos faciales para lograr una tez cincelada. Como los cosméticos en la sociedad contemporánea son diversos en cuanto a opciones de gama de tonos, los polvos faciales modernos realzan los tonos naturales de la piel y la mayoría de las marcas se adaptan a todo tipo de piel. Las tendencias cosméticas del siglo XXI están fuertemente influenciadas por íconos de la belleza y la técnica de aplicación de polvos faciales conocida como baking ha sido popularizada por la socialité Kim Kardashian West. Esto implica aplicar polvo facial translúcido debajo de los ojos, la zona 'T', debajo de los pómulos, a lo largo de la línea de la mandíbula y a los lados de la nariz, dejándolo reposar durante unos minutos mientras el calor corporal de la piel absorbe la base, y luego cepillarlo.

## Usos modernos
Los polvos faciales modernos están actualmente disponibles en diferentes tipos para cumplir múltiples funciones. Los principales aspectos para la evaluación de la calidad de los polvos faciales de acuerdo a un estudio de la Procuraduría Federal del Consumidor de México de acuerdo con el uso de sus consumidores son la facilidad en la aplicación, la capacidad de eliminar el brillo de la piel, la luminosidad, la ligereza en la aplicación, la cobertura de imperfecciones de la piel y su adherencia en la piel.
Los seis tipos principales de polvos faciales incluyen polvos sueltos, polvos compactos, polvos minerales, polvos translúcidos, polvos de alta definición y polvos de acabado. 

### Polvo suelto

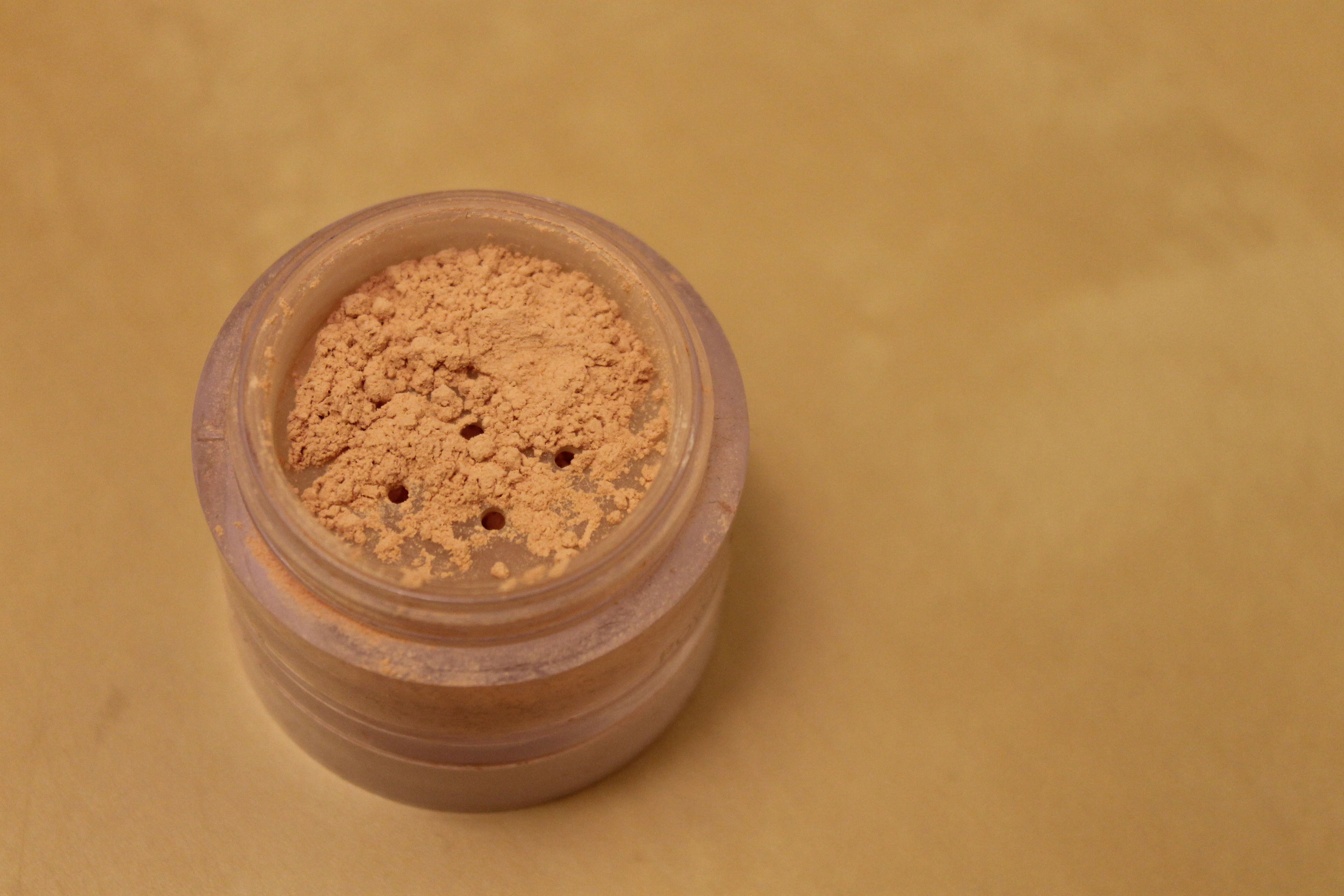
Polvos faciales minerales sueltos

El polvo suelto puede ser translúcido o coloreado y generalmente se envasa en un frasco. Tiene una consistencia fina con partículas pequeñas y se utiliza para dar una cobertura ligera a la piel y lograr una textura suave y sedosa. Los polvos sueltos de colores actúan para minimizar el enrojecimiento corrigiendo el color. El polvo suelto también se usa para fijar el maquillaje, lo que significa que fija la base y el corrector debajo para suavizar la tez y limitar las grietas y líneas en la piel.

### Polvo compacto
El polvo compacto está disponible en diferentes tonos y se vende en un envase compuesto. Está comprimido para proporcionar un producto apto para viajes y retoques sobre la marcha. Los polvos compactos cubren el rostro y ocultan las imperfecciones y la decoloración, por lo que se pueden utilizar como base de cobertura ligera. Las partículas del polvo compacto son más grandes que las del polvo suelto y pueden emitir una apariencia espesa y coagulada cuando se usan en exceso. El polvo compacto también se puede utilizar para fijar el maquillaje.

### Polvo mineral
El polvo mineral viene en forma de polvo suelto que consta de vitaminas y minerales. Contiene una mezcla de dióxidos de hierro, zinc y titanio, además de talco, que aporta beneficios para la salud de la piel, incluidas cualidades antiinflamatorias. Los polvos minerales también limitan la obstrucción de los poros y, por lo general, no contienen fragancias ni conservantes.

### Polvo translúcido
El polvo translúcido está disponible tanto en forma compacta como suelta. Su uso es matificar la piel para reducir la grasa y los brillos. Se puede utilizar mediante la técnica de baking, iluminando determinadas zonas del rostro, ofreciendo una duración duradera.

### Polvo de alta definición
El polvo de alta definición se utiliza principalmente para personas que aparecen frente a cámaras de alta definición para evitar el retroceso de la cámara, que son las manchas blancas de las áreas pulverizadas que se resaltan con el flash de la cámara. Disponible tanto en forma prensada como suelta, el polvo HD puede reducir el brillo de la piel, suavizarla y matificarla.

### Polvo de acabado
El polvo de acabado se utiliza principalmente para minimizar las líneas finas y los poros. Puede igualar la textura de la piel y difuminar las imperfecciones y se utiliza como producto final para completar el maquillaje. Está disponible tanto en forma compacta como suelta.

## Ingredientes
Hoy en día, los productos químicos tóxicos y nocivos son raros en los polvos faciales. Los polvos modernos contienen ingredientes que pueden ocultar imperfecciones y suavizar la piel gracias a su absorbencia. Los ingredientes más comunes utilizados para hacer polvos faciales incluyen los siguientes:
| Ingrediente              | Componente                              | Otros nombres                                                                    |
| ------------------------ | --------------------------------------- | -------------------------------------------------------------------------------- |
| Sílice                   | Óxido de silicio(IV)                    | Cuarzo, óxido de sílice, sílice cristalina, sílice pura, sílice, arena de sílice |
| Almidón                  | Carbohidrato polimérico                 | Amilo                                                                            |
| Talco                    | Mineral de silicato                     | Tiza francesa                                                                    |
| Dimeticona               | Polímero, silicona                      | PDMS, polidimetilsiloxano, E900                                                  |
| Silicato de circonio     | Circón                                  | Circón, ortosilicato de circonio                                                 |
| Óxido de zinc            | Zincita                                 | Blanco de zinc, calamina, lana de filósofo, blanco chino, flores de zinc.        |
| Dióxido de titanio       | Rutilo y anatasa                        | Óxido de titanio, titania, rutilo, anatasa, brookita                             |
| Caolín                   | Silicato, oxígeno, octaedros de alúmina | Caolinita                                                                        |
| Carbohidrato de magnesio | Sal de magnesio y carbonato             | Magnesita                                                                        |